# Proteuxoa hypochalcis
Proteuxoa hypochalcis är en fjärilsart som beskrevs av Turner 1902. Proteuxoa hypochalcis ingår i släktet Proteuxoa och familjen nattflyn. Inga underarter finns listade i Catalogue of Life.